# William James Stewart Lockyer
William James Stewart Lockyer, född 12 januari 1868, död 15 juli 1936, var en brittisk astronom. Han var son till Norman Lockyer.
Lockyer blev 1898 assistent vid Solar physics observatory i South Kensington och 1920 chef för det av fadern grundade Norman Lockyer-observatoriet i Sidmouth, där han ägnade sig åt spektografiska undersökningar av solen och stjärnorna.